# Al Cueto
Alfonso Ángel "Al" Cueto (La Habana, 2 de agosto de 1946) es un exjugador de baloncesto cubano que disputó dos temporadas en la ABA. Con 2,01 metros de estatura, jugaba en las posiciones de ala-pívot o pívot.

## Trayectoria deportiva

### Universidad
Jugó dos temporadas con los Cavaliers de la pequeña Universidad de St. Gregory’s, de la National Association of Intercollegiate Athletics, para acabar jugando un año con los Golden Hurricane de la Universidad de Tulsa, ya en la NCAA.

### Profesional
Fue elegido en el puesto 130 del Draft de la NBA de 1969 por Seattle SuperSonics, y también por los Denver Rockets en el draft de la ABA, aunque acabó fichando por los Miami Floridians.
En su ciudad de acogida jugó una temporada como suplente de Don Sidle, promediando 6,0 puntos y 5,8 rebotes por partido. Al año siguiente fichó por los Memphis Pros, jugando una temporada en la que promedió 4,5 puntos y 3,9 rebotes.

## Estadísticas de su carrera en la ABA

### Temporada regular
| Temporada | Edad | Equipo           | Liga | Pos. | P   | TIT | MIN  | TC  | TCA | %TC  | 3P  | 3PA | %3P  | 2P  | 2PA | %2P  | TL  | TLA | %TL  | R.OF. | R.DEF. | REB | ASIS | ROB | TAP | PER | FP  | PTS |
| 1969-70   | 23   | Miami Floridians | ABA  | C    | 78  |     | 16.2 | 2.3 | 5.8 | .405 | 0.1 | 0.2 | .313 | 2.3 | 5.6 | .409 | 1.3 | 1.8 | .708 | 2.2   | 3.6    | 5.8 | 0.7  |     |     | 1.2 | 3.3 | 6.0 |
| 1970-71   | 24   | Memphis Pros     | ABA  | C    | 71  |     | 13.7 | 1.9 | 4.7 | .402 | 0.0 | 0.1 | .000 | 1.9 | 4.6 | .409 | 0.8 | 1.1 | .714 | 1.4   | 2.5    | 3.9 | 1.2  |     |     | 0.8 | 2.3 | 4.5 |
| Total     |      |                  | ABA  |      | 149 |     | 15.0 | 2.1 | 5.2 | .404 | 0.0 | 0.1 | .238 | 2.1 | 5.1 | .409 | 1.1 | 1.5 | .710 | 1.8   | 3.1    | 4.9 | 1.0  |     |     | 1.0 | 2.8 | 5.3 |

### Playoffs
| Temporada | Edad | Equipo       | Liga | Pos. | P | TIT | MIN  | TC  | TCA | %TC  | 3P  | 3PA | %3P | 2P  | 2PA | %2P  | TL  | TLA | %TL  | R.OF. | R.DEF. | REB | ASIS | ROB | TAP | PER | FP  | PTS |
| 1970-71   | 24   | Memphis Pros | ABA  | C    | 4 |     | 12.8 | 1.5 | 3.5 | .429 | 0.0 | 0.0 |     | 1.5 | 3.5 | .429 | 0.5 | 0.8 | .667 | 1.5   | 3.0    | 4.5 | 0.8  |     |     | 0.5 | 1.8 | 3.5 |
| Total     |      |              | ABA  |      | 4 |     | 12.8 | 1.5 | 3.5 | .429 | 0.0 | 0.0 |     | 1.5 | 3.5 | .429 | 0.5 | 0.8 | .667 | 1.5   | 3.0    | 4.5 | 0.8  |     |     | 0.5 | 1.8 | 3.5 |

## Vida posterior
Junto con su compatriota Juan Galán, fundó en 1986 una distribuidora para Miami y la zona de Cayo Hueso de la cerveza Miller, Gato Distributors, que vendieron en 1994. Fue el que introdujo la cerveza española Mahou en el mercado estadounidense.